# Centre démocrate humaniste
Centre démocrate humaniste (CDH, někdy též cdH) (česky: Humanistický demokratický střed) byla belgická frankofonní křesťanskodemokratická a humanistická politická strana. Ideologický základ strany tvořil personalismus Emmanuela Mouniera. V ekonomických otázkách se strana pohybovala na levém středu politického spektra a udržovala kontakty s Konfederací křesťanských odborů (CSC).
Strana vznikla roku 1972 rozdělením celobelgické Křesťansko sociální strany (Parti social-chrétien), kdy vlámští křesťanští demokraté vytvořili vlastní stranu (Christen-Democratisch en Vlaams). CDH od roku 2002 nesla nový název Centre démocrate humaniste.
Na evropské úrovni je byla členem Evropské lidové strany. Používala oranžovou barvu.
V roce 2022 strana zanikla a přeměnila se na novou stranu Les Engagés.

## Volební výsledky

### Parlamentní volby
| 1974 | 9,1  | 22 |
| 1977 | 7,3  | 24 |
| 1978 | 10,1 | 25 |
| 1981 | 7,2  | 18 |
| 1985 | 8,0  | 20 |
| 1987 | 8,0  | 19 |
| 1991 | 7,7  | 18 |
| 1995 | 7,7  | 12 |
| 1999 | 5,9  | 10 |
| 2003 | 5,5  | 8  |
| 2007 | 6,1  | 10 |
| 2010 | 5,5  | 9  |
| 2014 | 4,99 | 9  |
| 2019 | 3,7  | 5  |

### Evropské volby
| Volební rok | Celkem hlasů | % hlasů | Mandátů | Změna |
| ----------- | ------------ | ------- | ------- | ----- |
| 2004        | 369 753      | 5,68    | 1       |       |
| 2009        | 327 824      | 4,99    | 1       | ▬ 0   |
| 2014        | 276 879      | 4,15    | 1       | ▬ 0   |
| 2019        | 218 078      | 3,24    | 1       | ▬0    |